# La Serra (Vila-rodona)
La Serra és un petit conjunt de masies abandonades que es troba dins del territori municipal de Vila-rodona. En un principi va ser una vil·la romana i posteriorment hi van construir masies als voltants. Encara avui s'hi mantenen voltes de mig punt.
La Serra formava part de la Comuna del Camp, tenia 4 focs el 1413, 5 el 1563, 7 cases amb 19 h i un terme de tres quarts i mig de tomb el 1708 i 60 habitants el 1787; al segle xviii depenia de Vila-rodona per a la formació de les lleves, el 1719 era del noviciat dels jesuïtes de Tarragona i el 1787 depenia civilment del Pla de Cabra i eclesiàsticament de Vila-rodona.
S'hi pot accedir pel sender GR 172.

## Béns catalogats
- Molí de la Serra[3]